# ナゾラーランドスペシャル!!「クイズ王を探せ」
『ナゾラーランドスペシャル!!「クイズ王を探せ」』（ナゾラーランドスペシャル クイズおうをさがせ）は、1987年12月18日にサン電子から発売されたファミリーコンピュータ ディスクシステム用のクイズゲーム。ゲーム画面上での名称は『謎のマガジンディスク ナゾラーランド増刊号 クイズ王を探せ!』となっている。同社のディスクマガジン『ナゾラーランド 創刊号』（1987年）に収録されていた「日本一周ウルトラクイズ旅行」を大幅にスケールアップさせた内容となっている。また、ストーリー上は第2号収録の「世界一周ナゾラークイズ」から続いている。

## ゲーム内容

### システム
プレイヤーはスタート地点の東京から日本各地を移動し、行く先々で出される三択クイズに答えてポケットマネーを稼がなければならない。不正解だと罰金を取られる。しかし、全国は以下の4ブロックに分割されておりブロック間の移動はどこかに存在する隠しルートを発見しなければならない。
- 北海道・東北
- 関東・中部（新潟・群馬・栃木・茨城以南、福井・岐阜・愛知以東）
- 近畿・中国（京都・滋賀・三重以西）
- 四国・九州

各地ではアイテムが手に入ることもあり、アイテムが無ければクリア出来ないイベントもある。

## 設定

### ストーリー
あなたが7個のナゾラーボールを集めて世界一周クイズから日本へ帰還すると、日本は「クイズ王」と称する謎の人物によって支配されてしまっていた。クイズ王は日本全国を4ブロックに分割し各ブロックに2人ずつ、合計8人のクイズマスターを配置して支配していると言う。あなたは日本各地を回って8人のクイズマスターに勝利し、クイズ王を見つけ出すことが出来るだろうか?

## 登場キャラクター
クイズ王と8人のクイズマスター
クイズ王
- クイズの力で日本を支配する謎の人物。あらゆるジャンルの問題に精通している。

マッドサイエンティスト
- 科学に関連するクイズを出題。行方をくらましている。

物知りタケさん
- 海外旅行が趣味の老婆。迷信や先人の知恵に関連するクイズを出題。

評論家タケムラ
- 経済に関連するクイズを出題。パイプがトレードマーク。

オリンピックボーイ
- 聖火を掲げて走り続ける体育会系。スポーツに関連するクイズを出題。

いわゆるマヌカン
- ファッションに関連するクイズを出題。

幼稚園児
- 玩具・アニメ・菓子に関連するクイズを出題。

時代遅れのタケダさん
- 昔の映画・ドラマ・特撮に関連するクイズを出題。

七色の美声を持つ男
- 演歌歌手。音楽に関連するクイズを出題。

## 評価
ゲーム誌『ファミリーコンピュータMagazine』の読者投票による「ゲーム通信簿」での評価は以下の通りとなっており、15.70点（満25点）となっている。また、同雑誌1991年5月24日号特別付録の「ファミコンディスクカード オールカタログ」では、「クイズ1本に絞ってあるから、ボリュームは相当なもの。アドベンチャー的要素も取り入れられて、クイズ好きにはこたえられない作品となっている」と紹介されている。
| 項目 | キャラクタ | 音楽 | 操作性 | 熱中度 | お買得度 | オリジナリティ | 総合  |
| 得点 | 3.10       | 2.90 | 3.20   | 3.20   | -        | 3.30           | 15.70 |